# Hampton Roads Admirals
Hampton Roads Admirals var ett amerikanskt professionellt ishockeylag som spelade i den amerikanska ishockeyligan East Coast Hockey League (ECHL) mellan 1989 och 2000. I slutet av 1990-talet satte staden Norfolk i Virginia press på ägaren som var investmentbolaget Harmony Investment, lett av Mark Garcea och Page Johnson, om att staden borde ha ett lag som deltog i den amerikanska "andra divisionen" för ishockey, American Hockey League (AHL) och inte i "tredje divisionen" ECHL. 2000 kunde Garcea och Johnson säkra att Admirals fick starta ett expansionslag i AHL och laget fick namnet Norfolk Admirals. Året efter skickades ECHL-rättigheterna för Hampton Roads Admirals till Columbus i Georgia i syfte att ECHL-laget skulle vara Columbus Cottonmouths. De spelade sina hemmamatcher i inomhusarenan Norfolk Scope, som har en publikkapacitet på 8 701 åskådare vid ishockeyarrangemang, i Norfolk i Virginia. Admirals var farmarlag till Washington Capitals, Pittsburgh Penguins, Nashville Predators och Chicago Blackhawks i NHL. De vann två Riley Cup och en Kelly Cup, som var/är trofén till det lag som vann/vinner ECHL:s slutspel.
Spelare som spelade för dem var bland andra Tom Bissett, Joe Corvo, Aaron Downey, Olaf Kölzig, Patrick Lalime, Ján Lašák och Stephen Valiquette.